# Götaland
|  | No s'ha de confondre amb Gotland. |

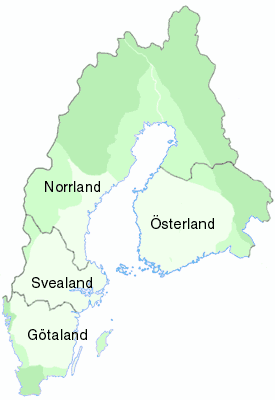
Mapa de les tres regions històriques de Suècia, Österland és a Finlàndia

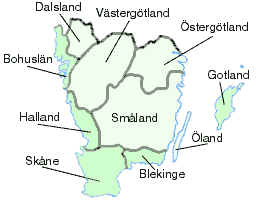
Götaland amb les adquisicions sueques de 1645 i 1658.

Götaland (antigament Gothia, Gothland, Gothenland, Gautland, Geatland o Gotlàndia) és una de les tres regions històriques de Suècia i comprèn deu províncies sueques. Es troba al sud de Suècia i limita al nord amb Svealand.
Els habitants de Götaland s'anomenaven Gautar en nòrdic antic, i són els mateixos que el poema anglès Beowulf anomena Geatas. El goticisme fou un corrent cultural que pretenia vincular els habitants de Götaland amb els antics gots.

## Estatus oficial
Actualment, Götaland no té funció administrativa. Està compost per 10 províncies sueques 
| - Blekinge - Bohuslän - Dalsland - Gotland - Halland - Skåne - Småland - Västergötland - Öland - Östergötland | Blekinge · Bohuslän · Dalsland · Gotland · Halland · Skåne · Småland · Västergötland · Öland · Östergötland |

## Geografia
Hi ha boscos espessos a la província de Småland i moltes granges a Skåne, i totes dues coses abunden a Västergötland i Östergötland. Les costes són relativament planes amb arxipèlags, amb les dues illes més grans de Suècia, com també platges de sorra. La superfície és de 87.712 km² amb uns 4,4 milions d'habitants.